# Новоярківська сільська рада
Новоя́рківська сільська рада (рос. Новоярковский сельский совет) — сільське поселення у складі Каменського району Алтайського краю Росії.
Адміністративний центр та єдиний населений пункт — село Новоярки.

## Населення
Населення — 1036 осіб (2019; 1221 в 2010, 1425 у 2002).